# Ossario della Madonna della Neve
L'ossario della Madonna della Neve è una cappella-ossario che si trova a Mezzano, frazione di San Giuliano Milanese, accanto all'omonima chiesa, ormai sconsacrata, di cui non è nota la datazione, ma ritenuta antecedente al XV secolo. L'ossario fu costruito tra fine del Seicento e l'inizio del Settecento per ospitare i resti rinvenuti sotterrati nella zona, presumibilmente appartenenti a soldati svizzeri caduti nella battaglia dei giganti, avvenuta nel 1515, tra gli svizzeri e i francesi per il controllo del Ducato di Milano.